# 리쫑루이
리쫑루이(李宗瑞, 1985년 2월 6일~)는 타이완 사람으로, 당시 유안타파이낸셜의 이사였던 리웨창의 아들이다. 리쫑루이는 매기 우를 비롯한 모델, 연예인 등 30여명 이상의 여성과 성관계한 것을 촬영해 동영상으로 만들었으며, 이것은 60개에 달하였다. 약물 투여 등으로 여성의 정신을 잃게 하여 몰래 촬영한 것으로 알려졌으며, 계속해서 동영상과 사진은 유출되고 있다. 리쫑루이는 도주하였으나, 타이완 경찰은 리쫑루이에 구속영장을 신청하였다. 이 후 체포되어 재판이 진행되었다. 타이완 검찰은 징역 30년형을 구형하였다.

## 수사진행
2011년 7월말 한 자매가 리쫑루이를 성폭행으로 신고했고 타이베이 지방검찰청은 리쫑루이를 소환해 수사했다. 이후 또 다른 피해자가 리쫑루이를 고소했다. 리쫑루이는 구속되지 않았기에 23일간 도주했고 동시에 중화권을 중심으로 동영상이 유포되었다.
2012년 8월 23일 오후 4시, 리쫑루이가 검찰에 연락해 출석 의사를 밝혔고 도주기간동안 여친의 도움을 받은 사실을 공개했다. 리쫑루이를 도운 혐의를 받던 여자친구 천메이란(陳美蘭)은 타이중 경찰에 자수했다.

## 재판
리쫑루이는 도촬사실만 인정하고 성폭행 여부는 부인했다. 대법원에서 29년 10개월간 징역형을 판결받았다.

## 같이 보기
- 진관희 음란 사진 유출 사건